# 質量平衡
質量平衡，為質量守恆定律（Conservation of mass）在化學工程與化學工業上的基礎應用理論。藉由對輸入與輸出系統的兩個或數個質量流中各種物質的質量平衡計算，能夠將反應過程中未知或難以計量的物質質量做出定量。質量平衡最基礎核心的概念其實就是質量守恆定律，也就是「物質無法自發地被創造或消耗」。

## 介紹
質量平衡其最核心的概念就是「進入一個系統的質量必須符合質量守恆，因此等量的質量不是離開這個系統就是累積在這個系統中」，基本的數學式如下：

## 外部連結
- Material Balance Calculations
- Material Balance Fundamentals
- The Material Balance for Chemical Reactors（页面存档备份，存于）
- Material and energy balance（页面存档备份，存于）
- Heat and material balance method of process control for petrochemical plants and oil refineries, United States Patent 6751527 （页面存档备份，存于）
- Morris, Arthur E.; Geiger, Gordon; Fine, H. Alan.  3rd. Wiley. 2011  [2014-05-10]. ISBN 978-1-118-06565-5. （原始内容存档于2017-11-30）.